# Пасічний Петро
Петро Пасічний (псевдо: «Чорний», «Петро»; 1925, с. Середня, Калуський район, Івано-Франківська область — 14 квітня 1960, біля села Божиків, Бережанський район, Тернопільська область) — вояк УПА, член Подільського окружного проводу ОУН, останній керівник боївки ОУН, останнього бою підпілля ОУН.

## Життєпис
Народився 1925 року в селі Середня (нині Калуський район, Івано-Франківська область).
В УПА був радистом, закінчивши відповідний вишкіл у Карпатах.
З 1952 року переховувався разом із своєю дружиною Марією Пальчак (дочка Івана, псевдо «Стефа»), а з 1955 року до них приєднався Олег Цетнарський зі с. Боків Підгаєцького району.
12 жовтня 1959 року Петро Пасічний застрелив лейтенанта КДБ В. Стороженка, який ішов на зустріч з інформатором з с. Тростянець у Тростянецький ліс. (Він став останньою бойовою жертвою з боку радянської влади у її війні з націоналістичним підпіллям).
На той час група здійснила 11 озброєних пограбувань магазинів і колгоспних складів у навколишніх селах для забезпечення своєї життєдіяльності, а також займалася залякуванням сільських активістів.

### Останній бій
14 квітня 1960 року оперативний групі Тернопільського УКГБ вдалося знайти район розташування повстанської боївки — у Божиківському лісі на межі Підгаєцького й Бережанського районів, що за кілька кілометрів від хутора Лози. Туди прибули 45 автомашин та понад півтисячі солдатів. Коли повстанці, вийшовши з криївки, ішли у напрямку хутора Лози, вони потрапили у засідку КГБ. Щоб не потрапити живими в руки ворогів, Петро Пасічний та Олег Цетнарський застрелилися, а Марію Пальчак поранили в руки та взяли в полон.

## Вшанування пам'яті
- У рідному селі Середня, Калуський район, Івано-Франківська область встановлено пам'ятник.[3]
- 2007 року на місці історичного бою було встановлено й освячено дубовий хрест.
- 2015 рік на честь 55-річчя останнього бою УПА у Тернопільській області був оголошений Роком повстанської звитяги[4]
- 2017 року вийшла друком книга «Віра і воля», співавторів Леоніда Бицюри, Володимира Стаюри та Віктора Уніята[5]